# 7ORDER
7ORDER은 일본의  7인조 남성 그룹이다. 본 항목에서는 그들의 활동 프로젝트 『7ORDER Project』 및 동멤버 구성으로 쟈니즈 사무소에 소속되어 있던 쟈니즈 Jr. 내의 7인조 남성 아이돌 그룹 Love-tune에 대해서도 기록한다.

## 개요
댄스와 노래뿐만 아니라 밴드 형식을 강조로 활동한다. 멤버의 기술이나 흥미는 다종다양하여 엔터테인먼트 전반에 매우 뛰어나다. 2018년 11월부터 2019년 3월에 걸쳐 전원이 쟈니즈 사무소를 퇴소하지만, 동년 4월 19일 방송 개시한 프로그램 「이케단 MAX」(TOKYO MX)에 야스이 켄타로를 제외한 6명의 레귤러 출연이 결정된 것을 계기로, 전원이 예능 활동을 재개한다. 「이케단 MAX」도 후에 7명이 모두 출연하게 되어, 「7ORDER project」가 시동. 이후, 무대나 음악 활동 등, 폭넓은 엔터테인먼트 활동을 전개하고 있다.

## 7ORDER project
2019년 5월 22일 시작된 7명의 프로젝트. 'HAPPY'를 테마로서 '모두와 함께 HAPPY를 만들어가는 프로젝트'이다. 멤버 개개인이 다양한 세계에 뛰어들어 겪은 경험을 바탕으로 이루어진 프로젝트 팀으로 새로운 엔터테인먼트를 만드는 것을 목표로서, 음악, 연극, 미술, 패션 등 멤버의 능력을 살리면서 관심과 활동의 폭을 넓혀 장르레스(ジャンルレス)로 활동할 예정이다. 또한 팬들과 둘도 없는 순간을 즐기는 것을 또 하나의 목표로 삼고 있다.
프로젝트명의 유래에 대해서는 아베가 "질서(order)에서 벗어나 활동을 크게 해 나가고 싶다"라고 발언했지만, "여러 가지 의미가 있다"며 활동단계에서는 아직 모든 것이 밝혀지지 않았다. 프로젝트는 작품을 참여해 나가는 형식으로 전개된다. 참가한 작품은 연극 『7ORDER』외, TV프로그램 『이케단MAX』가 있다. 7명이 부르는 호칭은 「7ORDER」. 음악 활동에서의 명의이기도 하며, 프로젝트와 동일한 모토를 내걸고 엔터테인먼트 활동을 하는 크리에이티브 팀.

## 멤버
| 멤버                     | 생년월일                | 혈액형 | 출신지     | 연주 담당  | 멤버 컬러 |
| ------------------------ | ----------------------- | ------ | ---------- | ---------- | --------- |
| 야스이 켄타로 安井謙太郎 | 1991년 7월 21일 (29세)  | A형    | 카나가와현 | 보컬       | 분홍      |
| 사나다 유마 真田佑馬     | 1992년 11월 21일 (28세) | O형    | 도쿄도     | 기타       | 빨강      |
| 모로호시 쇼키 諸星翔希   | 1994년 10월 13일 (26세) | A형    | 카나가와현 | 색소폰     | 주황      |
| 모리타 뮤토 森田美勇人   | 1995년 10월 31일 (25세) | A형    | 도쿄도     | 베이스     | 노랑      |
| 하기야 케이고 萩谷慧悟   | 1996년 11월 7일 (24세)  | O형    | 사이타마현 | 드럼       | 초록      |
| 아베 아란 阿部顕嵐       | 1997년 8월 30일 (23세)  | A형    | 도쿄도     | 보컬, 기타 | 보라      |
| 나가츠마 레오 長妻怜央   | 1998년 6월 5일 (22세)   | A형    | 이바라키현 | 키보드     | 파랑      |

## 내력
2016년 3월 4일, 레슨중인 야스이를 방문한 쟈니 키타가와 사장이 그룹명을 결정해 『쟈니즈 긴자 2016』의 홈페이지의 갱신에 의해, Jr.내 유닛으로 발표된다. 그 당시 멤버는 야스이 켄타로, 사나다 유마, 모리타 뮤토, 하기야 케이고인 4명이였다.
같은 해 5월 21일, 『쟈니즈 긴자 2016』에서 나가츠마 레오, 모로호시 쇼키, 아베 아란의 3명을 포함한 멤버로 Love-tune으로서 공연을 실시한 것으로부터, 멤버들은 이 날을 결성일로 하고 있다. 일반적으로는 같은 해 6월 29일, 연극 DREAM BOY 제작발표회에서 멤버 가입 발표를 하였으나 결성일은 5월 21일로 기념하였다.
2017년 10월 18일 ~ 20일, 첫 단독 라이브 「Love‐tune Live 2017」실시됐다.
2018년 11월 30일, 쟈니스 주니어 정보국에서 멤버 전원의 퇴소가 발표되었다. 퇴소일은 사나다, 모로호시, 하기야, 아베, 나가츠마가 당일, 모리타가 12월 31일, 야스이가 다음해 3월 31일. 쟈니스 주니어로선 이례적으로 공식적인 퇴소 발표가 있었는데, 지금까지 활동할 수 있었던 것은 팬들이 있었기 때문에 흐지부지하고 싶지 않았다는 멤버들의 특별한 생각이 있었기 때문이라고 야스이가 다음날 라디오에서 말했다.
2019년 5월 22일, 『7ORDER project』의 활동이 발표되었다. 이날 개설된 공식 유튜브 채널에서 오후 8시부터 생방송됐다. 생방송에서는 지금까지 TV프로그램 『이케단 MAX』나 이벤트에도 모습을 보이지 않았던 야스이도 합류한 7명이 함께 출연. 8월 22일부터 첫 단독 연극 『7ORDER』 총 27회 공연개최도 결정되었다.
2020년 3월 6일, 「7ORDER」명의로 첫 곡 『Sabãoflower』를 7ORDER RECORDS로부터 발매해, 주문생산품으로 CD데뷔를 했다. 이 곡은 사나다 유마가 작사 작곡한 셀프 프로듀스 작품이다. 또, 발매 동시에, 표제곡만 디지털 송신이 개시된다. CD에는 표제곡 외에 연극『RADICAL PARTY -7ORDER-』에서 피로한『LIFE(Dance ver.)』도 수록되었다. 멤버가 직접 실링 스탬프로 봉하는 등, 멤버 자신의 의지로 「특별한 추억의 일품」이 되도록 고안되었다.
2020년 11월 1일, 「7ORDER」로서 2021년 1월 13일에 메이저 데뷔를 하기로 발표했다.

## 앨범

### 디지털 싱글
- Sabãoflower (2020년 3월 6일)
- GIRL (2020년 5월 22일)

### CD 싱글
- 雨が始まりの合図 / SUMMER様様 (2021년 7월 7일)

### 오리지널 앨범
- ONE (2021년 1월 13일)
- Re:ally? (2022년 2월 2일)

### 영상작품
- UNORDER (2021년 1월 13일)
- WE ARE ONE (2021년 7월 7일)

## 곡
이 문단의 내용은 JASRAC의 작품 데이터베이스 검색 서비스에서, 아티스트명 “Love-tune”을 포함하여 검색한 결과를 토대로 작성하였다.
Love-tune 명의
- CALL - JASRAC 작품 코드: 1J5-6483-1
- 烈火 - JASRAC 작품 코드: 1L0-4404-4
- THIS IS LOVE SONG - JASRAC 작품 코드: 1L2-4677-1
- SUPERMAN - JASRAC 작품 코드: 1L7-0911-9

7order 명의  (7ORDERrecords)
- Sabãoflower - JASRAC 작품 코드: 251-7027-9
- 7ORDER SESSION - JASRAC 작품 코드: 253-7048-1
- BREAK IT - JASRAC 작품 코드: 253-7049-9
- GIRL - JASRAC 작품 코드: 736-8857-6
- LIFE - JASRAC 작품 코드: 253-7050-2

## 출연

### 무대
- 7ORDER (2019년 8월 22일 ~ 9월 2일, 텐노즈 은하극장 / 9월 5일 ~ 8일, AiiA 2.5 시어터 고베)

### 단독라이브
- 7ORDER DIGITAL SHOW 「UNORDER」 (2020년 7월 17일)
- 7ORDER LIVE TOUR 2021 “WE ARE ONE” (2021년 1월 13일・14일, 일본무도관/1월 30일・31일, 오릭스 극장)
- 〈WE ARE ONE PLUS〉7ORDER LIVE TOUR 2021 for DIGITAL (2021년 2월 27일 ~ 3월 7일) - 온라인 라이브
- 7ORDER 무도수행 TOUR 〜NICE “TWO” MEET YOU〜 (2021년 7월 ~ 9월, 8회장 20공연)
- 7ORDER LIVE TOUR 2021-2022『Date with…….』 (2021년 11월 27일 ~ 2022년 2월 27일, 13회장)

### 버라이어티
- 이케단MAX (2019년 4월 18일 ~ 2020년 3월 26일, TOKYO MX)
- 이케단7 (2020년 4월 6일 ~ 9월 28일, TOKYO MX)
- 7ORDERの始まりテレビ (2021년 7월 7일, BS스카파)
- 7ORDERのミカタ (2021년 7월 20일~, 메테레)

### 라디오
- 7ORDER의 NACK7 (2020년 12월 5일~, NACK5)

### CM
- ABC 마트 「여성 샌들&주트 슬립 온」 (2020년) - WEB 무비&키비주얼
- 퍼스트 키친 (2021년) - 푸드 개발&굿즈 콜라보레이션
- 산리오 (2021년) - 팝업샵&굿즈 콜라보레이션

### 이벤트
- TOKYO MX FES.2019 vol.2 「이케단MAX의 츠나게루 츠나게루 츠나게루」 (2019년 9월 17일・18일, 토요스PIT)
- WE ARE 7ORDER IN PARCO (2021년 3월 5일 ~ 29일, PARCO FACTORY / 6월 26일 ~ 7월 12일, PARCO EVENT HALL) - 사진전
- 7 no ieeeeeee! de バースdeeeeee! (2021년 7월 21일, KT Zepp Yokohama) - 팬클럽 회원 한정 이벤트
- EXIA Presents KANSAI COLLECTION 2021 AUTUMN & WINTER (2021년 9월 5일, 쿄세라 돔)
- 7ORDER day trip Presented by JR토카이 (2021년 11월 27일, TACHIKAWA STAGE GARDEN)
- 7ORDER ONLINE Xmas Party 2021 〜Holiday wish list〜 (2021년 12월 25일, Hulu) - 온라인 이벤트

## 서적

### 사진집
- WE ARE 7ORDER 1st PHOTO BOOK (2020년 9월 26일, 타카라지마사) ISBN 978-4-8002-9409-8
- 7ORDER WE ARE ONE / NICE TWO MEET YOU LIVE PHOTO BOOK (2022년 2월 2일, 파르코출판) ISBN 978-4-86506-378-3

## Love-tune
Love-tune은 7ORDER의 전신인 쟈니즈 Jr. 내의 7인조 남성 아이돌 그룹.
이하는 Love-tune으로서의 활동을 기재.

### 그룹 명
쟈니 키타가와 사장에 의해 지어진 이름. 그룹명 「Love-tune」은 밴드를 이미지한 4인조(결성 당시)라고 하는 점에서, 소리(音)에 관한 단어가 도입된다. 이 밖에도 「러브 사운드」,「익사이팅 사운드」등이 후보로 거론됐다. 러브툰이라고 발음 한다. Love(사랑)와 tune(선율,조화)은 독립된 단어가 아니라 조어처럼 한 단어로 읽히기 위해 「t」를 소문자로,「-」로 연결하는 표기로 되어 있다. 그룹 이름에의 첫인상으로서 야스이와 사나다가 유닛명에 "Love"가 들어가는 것에 놀라면서도 좋다고 이야기했고, 하기야와 모리타가 아이돌감이 들어 "좋다"라고 생각했다고 말하는 등, 멤버는 각각 그룹 이름이 마음에 들었다고 했다.

### 출연

#### 무대
- 쟈니스 긴자 2016 〔출연자C〕 (2016년 5월 6일・21일・22일・31일, 시어터 크리에)
- DREAM BOYS (2016년 9월 3일 ~ 30일, 제국극장)
- JOHNNYS' ALL STARS IsLAND (2016년 12월 3일 ~ 2017년 1월 24일, 제국극장)
- 쟈니스 긴자 2017 〔출연자C〕 (2017년 5월 11일 ~ 17일, 시어터 크리에)
- JOHNNYS' YOU&ME IsLAND (2018년 1월 1일 ~ 27일, 제국극장)

#### 합동 콘서트
- 써머스테 쟈니즈 킹 [타카하시 카이토・Snow Man・Love-tune] (2016년 7월 26일 ~ 29일・8월 8일・12일・15일, EX시어터 롯폰기)

- 쟈니즈Jr. 마츠리 2017 (2017년 3월 24일 ~ 26일, 요코하마 아레나 / 4월 8일・9일, 사이타마 슈퍼 아레나 / 5월 3일, 오사카성 홀)
- 써머스테 ~너희들이~ KING'S TRASURE (2017년 8월 4일 ~ 6일 〔단독 공연〕, 8월 18일 ~ 20일 〔Travis Japan과 합동 공연〕, EX시어터 롯폰기)
- 오다이바 무도장 토일의 놀이터 (2017년 12월 16일・17일, 오다이바 완간 스튜디어 특별회장)
- 쟈니스Jr. 마츠리 2018 (2018년 2월 23일 ~ 25일, 오사카성 홀 / 3월 24일 ~ 27일, 요코하마 아레나 〔3월 25일은 단독 공연〕)

#### 단독라이브
- Love-tune Live 2017 (2017년 10월 18일 ~ 20일, Zepp Divercity)

#### 음악방송
- 소년구락부 (2016년 ~ 2018년 5월 11일, NHK BS 프리미엄)

#### 버라이어티
- 쟈니스 Jr.dex (2017년 10월 21일 ~ 2018년 3월 3일, 후지 TV)

#### CM
- Cygames 「아이돌 마스터 시리즈」 (2016년)

#### 이벤트
- 쟈니즈 대운동회 (2017년 4월 16일, 도쿄 돔)